# Cronocentrismo
O cronocentrismo é a suposição de que certos períodos de tempo, normalmente o presente seriam melhores, mais importantes ou um quadro de referência mais significativo do que outros períodos de tempo, passados e futuros. A percepção de atributos mais positivos como moralidade, tecnologia e sofisticação ao próprio tempo poderia levar um indivíduo como membro de uma coletividade a impor suas formas de tempo aos outros e impedir os esforços em direção a bens comuns temporais mais homogêneos.

## História
Cronocentrismo (do grego crono- que significa "tempo") foi discutido pelo sociólogo Jib Fowles em um artigo na revista Futures em fevereiro de 1974. Fowles descreveu o cronocentrismo como "a crença de que os próprios tempos são primordiais, que outros períodos empalidecem em comparação". Uma visão crítica a descreveu como a crença de que apenas o presente conta e que o passado é irrelevante, exceto para servir de referência a algumas suposições básicas sobre o que aconteceu antes. Mais recentemente, foi definido como "o egoísmo de que a própria geração está posicionada no auge da história". O termo havia sido usado anteriormente em um estudo sobre atitudes em relação ao envelhecimento no local de trabalho. Cronocentrismo: "ver apenas o valor da própria era.. descreveu a tendência dos gerentes mais jovens de ter percepções negativas das habilidades ou outras competências relacionadas ao trabalho dos funcionários mais velhos." Este tipo de discriminação é uma forma de preconceito de idade .

## Etnocentrismo
O cronocentrismo como etnocentrismo é a percepção e o julgamento dos valores históricos de uma cultura em termos dos parâmetros de seu próprio período de tempo.

## Anticronocentrismo
A Long Now Foundation é uma organização que incentiva o uso de anos de 5 dígitos, por exemplo, "02016" em vez de "2016", para ajudar a enfatizar quão cedo o tempo presente é em sua visão da linha do tempo da humanidade. O uso de anos de dois dígitos antes de Y2K foi um exemplo de cronocentrismo (nos primeiros anos da computação, acreditava-se que os anos 2000 e 1899 estavam muito distantes no futuro ou no passado e, portanto, de menor importância do que ser capaz de economizar dois dígitos em informatização e digitação de anos.

## Aplicação do conceito
O "princípio do tempo copernicano" é um análogo temporal do princípio copernicano para o espaço, que afirma que nenhuma localização espacial é mais ou menos especial de um quadro de referência do que qualquer outra localização espacial (ou seja, que nosso universo físico não tem centro) . Alguns autores estenderam isso para incluir também que nenhum ponto no tempo é mais ou menos especial do que qualquer outro ponto no tempo (por exemplo, em teorias de estado estacionário desatualizadas), embora isso não possa ser aplicado universalmente (por exemplo, a singularidade do Big-Bang é um momento especial que pode ser usado logicamente como um padrão para datar eventos posteriores).
O cronocentrismo também é considerado uma norma na música até o século XX, quando os músicos acreditam que sua música teriam preservado um estilo de interpretação que formou uma cadeia ininterrupta de autoridade e ortodoxia. Por exemplo, músicos românticos deliberadamente mudaram o estilo ao apresentar repertório anterior.